# Земномор'я
Земномор'я (англ. Earthsea) — цикл романів та оповідань у жанрі фентезі про вигаданий всесвіт Земномор'я, написаний Урсулою Ле Гуїн. Перше оповідання про Земномор'я, «Слово, що звільняє», вийшло друком у січні 1964 року. Надалі Урсула Ле Гуїн створила низку оповідань та романів, які були виданні в шести книгах, остання з яких була видана у 2001 році. Повністю під однією обкладинкою цикл опубліковано 2018 року під назвою «Книги Земномор'я» з ілюстраціями Чарльза Весса (The Books of Earthsea: The Complete Illustrated Edition).
Українською мовою було видано чотири романи (Чарівник Земномор'я, Гробниці Атуану, Останній берег та Техану) у 2005 році. Видавець — «Навчальна книга — Богдан» (місто Тернопіль), перекладач — Анатолій Саган.

## Географія

Мапа Земномор'я

Світ Земномор'я це сотні островів і тисячі острівців посеред малозвіданного безіменного океану.
Центральні острови Внутрішнього моря прилеглі до столичного острова Хавнор називаються Архіпелаг. Віддаленіші острови — Північні, Західні, Південні та Східні Широти, також поміж Північними та Східними Широтами лежать Каргадські острови.
Найважливіші острови:
- Хавнор (англ. Havnor) — найбільший острів площею 26 025 км², як Сицилія, центр усього Земномор'я, резиденція давніх королів.
- Ґонт (англ. Gont) — рідний острів Яструба . Острів де мешкає Оґіон, та де поселилася Тенар.
- Роук (англ. Roke) — острів магів, де знаходиться Роукська магічна школа, перший острів, що повстав із морської безодні.
- Атуан (англ. Atuan) — один з 4-х великих островів Каргадської імперії, площа 1,412 км², на острові знаходиться Лабіринт Безіменних Древніх сил.
- Селідор (англ. Selidor) — найзахідніший острів. «Далеко як до Селідору». Місце виходу із загробного потойбіччя.

## Твори
- 1964 Слово, що звільняє (The Word of Unbinding, оповідання)
- 1964 Правило імен (The Rule of Names, оповідання)
- 1968 Чарівник Земномор'я (A Wizard of Earthsea)
- 1971 Гробниці Атуану (The Tombs of Atuan)
- 1972 Останній берег (The Farthest Shore)
- 1990 Техану (Tehanu)
- 2001 Оповіді Земномор'я (Tales from Earthsea, збірка оповідань)
- 2001 Інший вітер (The Other Wind)
- 2018 Світло вогнища (Firelight, оповідання)

## Переклади українською
Романи
- Урсула Ле Гуїн. Чарівник Земномор'я (Земномор'я #1). Переклад з англійської: Анатолій Саган; ілюстраці: Яна Гавриш, Володимир Гавриша, Олег Кіналь. Тернопіль: НК-Богдан 2005. 2005 стор. (Серія «Світовид») ISBN 966-692-809-4
  - (передрук) Урсула Ле Гуїн. Чарівник Земномор'я (Земномор'я #1). Переклад з англійської: Анатолій Саган; ілюстрації: Наталія Клочкова. Київ: KM Books, 2017. 256 стор. (Серія «Земномор'я») ISBN 978-617-7409-33-4
- Урсула Ле Гуїн. Гробниці Атуану (Земномор'я #2). Переклад з англійської: Анатолій Саган; ілюстраці: Яна Гавриш, Володимир Гавриша, Олег Кіналь. Тернопіль: НК-Богдан 2006. 280 стор. (Серія «Світовид») ISBN 966-692-528-1
  - (передрук) Урсула Ле Гуїн. Гробниці Атуану (Земномор'я #2). Переклад з англійської: Анатолій Саган; ілюстраці: Наталія Клочкова. Київ: KM Books, 2017. 232 стор. (Серія «Земномор'я») ISBN 978-617-7409-82-2
- Урсула Ле Гуїн. Останній берег (Земномор'я #3). Переклад з англійської: Анатолій Саган; ілюстраці: Яна Гавриш, Володимир Гавриша, Олег Кіналь. Тернопіль: НК-Богдан 2006. 400 стор. (Серія «Світовид») ISBN 966-692-636-9
- Урсула Ле Гуїн. Техану, (Земномор'я #4). Переклад з англійської: Анатолій Саган; ілюстраці: Яна Гавриш, Володимир Гавриша, Олег Кіналь. Тернопіль: НК-Богдан 2006. 400 стор. (Серія «Світовид») ISBN 966-692-638-5

Оповідання
- Урсула Ле Гуїн. Слово, що звільняє. Переклад з англійської: Алла Хандога. Київ: журнал «Всесвіт». // Всесвіт, 1991, № 8 — стор. 235—238